# یشت (روستا)
یشت یک روستا در ایران است که در دهستان باقران واقع شده‌است.